# 米夏埃尔·克劳斯 (手球运动员)
米夏埃尔·克劳斯（德語：Michael Kraus，1983年9月28日—），德国前男子手球运动员。他曾代表德国国家队参加2008年夏季奥林匹克运动会男子手球比赛，结果获得第九名。